# Harry Feist
Harry Feist (Salisburgo, 11 aprile 1903 – Capri, 25 maggio 1963) è stato un ballerino e attore austriaco.

## Biografia
Arrivato in Italia all'inizio degli anni 1940 come componente del corpo di ballo della Compagnia di Riviste Viennesi, dopo lo scioglimento della stessa per cause belliche venne scritturato da Michele Galdieri per alcuni spettacoli di rivista come Ma le rondini non sanno (con Nino Taranto, Dolores Palumbo) del 1942, poi con Garinei e Giovannini nello spettacolo Si stava meglio domani con Wanda Osiris del 1945. Nel 1942 iniziò a lavorare in varie produzioni cinematografiche italiane, diventando poi noto per l'interpretazione del maggiore Fritz Bergmann in Roma città aperta di Roberto Rossellini. Prese parte l'anno successivo al film Aquila nera con Rossano Brazzi. Continuò a lavorare nel mondo del cinema sino al 1955. Rimase a vivere in Italia, morendo infine a Capri nel 1963.

## Filmografia

Harry Feist nel film Il caimano del Piave (1951)

- Inferno giallo, regia di Géza von Radványi (1942)
- Orizzonte di sangue, regia di Gennaro Righelli (1943)
- Il fiore sotto gli occhi, regia di Guido Brignone (1944)
- Roma città aperta, regia di Roberto Rossellini (1945)
- Aquila nera, regia di Riccardo Freda (1946)
- Il diavolo bianco, regia di Nunzio Malasomma (1947)
- Uomini senza domani, regia di Gianni Vernuccio (1948)
- L'ebreo errante, regia di Goffredo Alessandrini (1948)
- Vivere a sbafo, regia di Giorgio Ferroni (1949)
- I pompieri di Viggiù, regia di Mario Mattoli (1949)
- Il caimano del Piave, regia di Giorgio Bianchi (1950)
- Canzone di primavera, regia di Mario Costa (1951)
- Romanticismo, regia di Clemente Fracassi (1951)
- L'ultima sentenza, regia di Mario Bonnard (1951)
- Malavita, regia di Rate Furlan (1951)
- Ultimo perdono, regia di Renato Polselli (1952)
- Delitto al luna park, regia di Renato Polselli (1952)
- Ludwig II: Glanz und Ende eines Königs, regia di Helmut Käutner (1955)

## Teatro

Harry Feist nella rivista C'era una volta il mondo (1947), tratto dal film I pompieri di Viggiù (1949)

- Ma le rondini non sanno, di Michele Galdieri, con Nino Taranto, Dolores Palumbo, Olga Villi, Harry Feist, regia di Galdieri (1943).
- Aria nuova, con Totò, Elena Giusti, Harry Feist, Lucia Mannucci, Quartetto Cetra, Mario Riva, Fausto Tommei, musiche di Armando Fragna, prima teatro Galleria a Roma 9 ottobre 1943
- Orlando curioso, di Michele Galdieri, con Totò, Lucy D'Albert, Clelia Matania, Eduardo Passarelli, Harry Feist, teatro Valle 31 ottobre 1942.
- Si stava meglio domani, di Garinei e Giovannini, con Wanda Osiris, Gianni Agus, Harry Feist (1946).
- C'era una volta il mondo, di Garinei e Giovannini, con Totò, Mario Castellani, Elena Giusti, Peppino De Martino, Isa Barzizza, Adriana Serra, Herry Feist (1947).

## Doppiatori italiani
- Giulio Panicali in Roma città aperta
- Emilio Cigoli in Aquila nera